# Seljahski zaljev
Seljahski zaljev (rus. Селляхская губа, jakutski: Сиэллээх тамах) je zaljev u Ust-Janskom rajonu, u ruskoj republici Jakutiji.
Na području zaljeva nema naselja, najbliže naseljeno mjesto je Tumat na jugu. Nekada je na otoku Makar bila privremena polarna postaja.

## Geografija
Zaljev se otvara prema sjeveru na istočnim obalama Janskog zaljeva Laptevskog mora. Nalazi se sjeveroistočno od ušća Čondona i jugoistočno od otoka Makar i Šelonskih otoka. Poluotok Maniko zatvara zaljev na sjeverozapadu, a na sjeveru je zaljev ograničen uskom prevlakom s rtom Turuktah na kraju.

### Hidrografija
Glavni pritoci zaljeva su Seljah (352 km) i Muksunuoha (267 km) su glavne rijeke s ušćima u zaljev. Ostale rijeke koje se u njega ulijevaju su Bilir (125 km), Danilkina (113 km) i Kjuljumeljah (Kûlûmélééh, 44 km). Obale zaljeva oivičene su plićacima. Niske su i dijelom močvarne, dio ravničarskog područja prošaranog jezerima.

## Vanjske poveznice
- Fishing & Tourism in Yakutia
- Wetlands of Russia